# Collège grec orthodoxe de Phanar

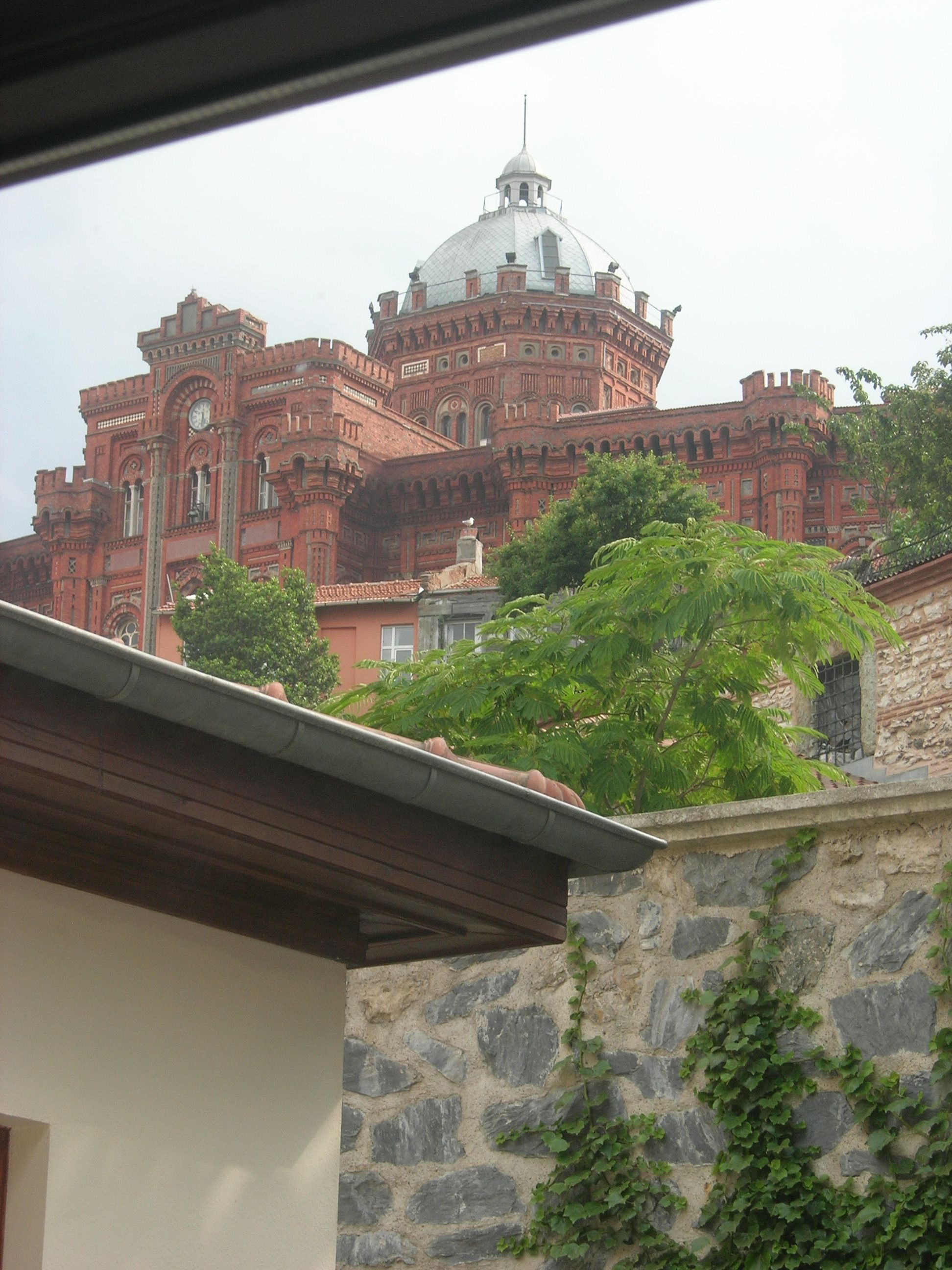
Vu du collège grec orthodoxe

Le Collège grec orthodoxe de Phanar ou lycée orthodoxe grec de Phanar (en turc : Özel Fener Rum Lisesi, le mot Rum désignant les chrétiens orthodoxes), connu en grec sous le nom de Grande École de la Nation orthodoxe ou Académie patriarcale de Constantinople (en grec moderne : Μεγάλη του Γένους Σχολή, Megáli toú Genous Scholí), est la plus ancienne et la plus prestigieuse école grecque orthodoxe d'Istanbul, en Turquie. L'école, comme toutes les écoles des minorités en Turquie, est une école laïque.

## Histoire
Elle a été créée sous sa forme actuelle en 1454 par le patriarche Gennade II Scholarios qui nomma le Thessalonicien Matthieu Camariote comme premier directeur. Elle devint rapidement l'école des éminentes familles grecques (Phanariotes) et d'autres familles orthodoxes de l'Empire ottoman, et de nombreux ministres ottomans ainsi que des princes valaques et moldaves adoubés par l'État ottoman, comme Dimitrie Cantemir, en sortirent diplômés.
Le bâtiment scolaire actuel est situé à proximité de la cathédrale Saint-Georges, dans le quartier de Fener (Phanar en grec), qui est le siège du Patriarcat. Sa couleur ocre lui vaut des surnoms tels que Le Château Rouge et L'École Rouge.
Conçu par l'architecte grec Konstantinos Dimadis, le bâtiment actuel a été érigé entre 1881 et 1883 avec un mélange éclectique de styles différents et pour un coût de 17 210 livres d'or ottomanes, une somme énorme pour cette période. L'argent a été donné par Georgios Zariphis, un éminent banquier et financier grec appartenant à la communauté des Romioi d'Istanbul. Malgré sa fonction d'école, le bâtiment est souvent qualifié de « 5ème plus grand château d'Europe » en raison de sa forme en forme de château. Le grand dôme au sommet du bâtiment sert d'observatoire pour les cours d'astronomie et abrite un grand télescope antique à l'intérieur. Aujourd'hui, l'école, qui est la « deuxième plus grande » école après le lycée Zografeion, compte six professeurs turcs, tandis que les quinze autres sont grecs. L'école (comme toutes les écoles des minorités, car elle est obligatoire par la loi) applique le programme complet turc en plus des matières grecques : langue, littérature et religion grecques.

## Galerie

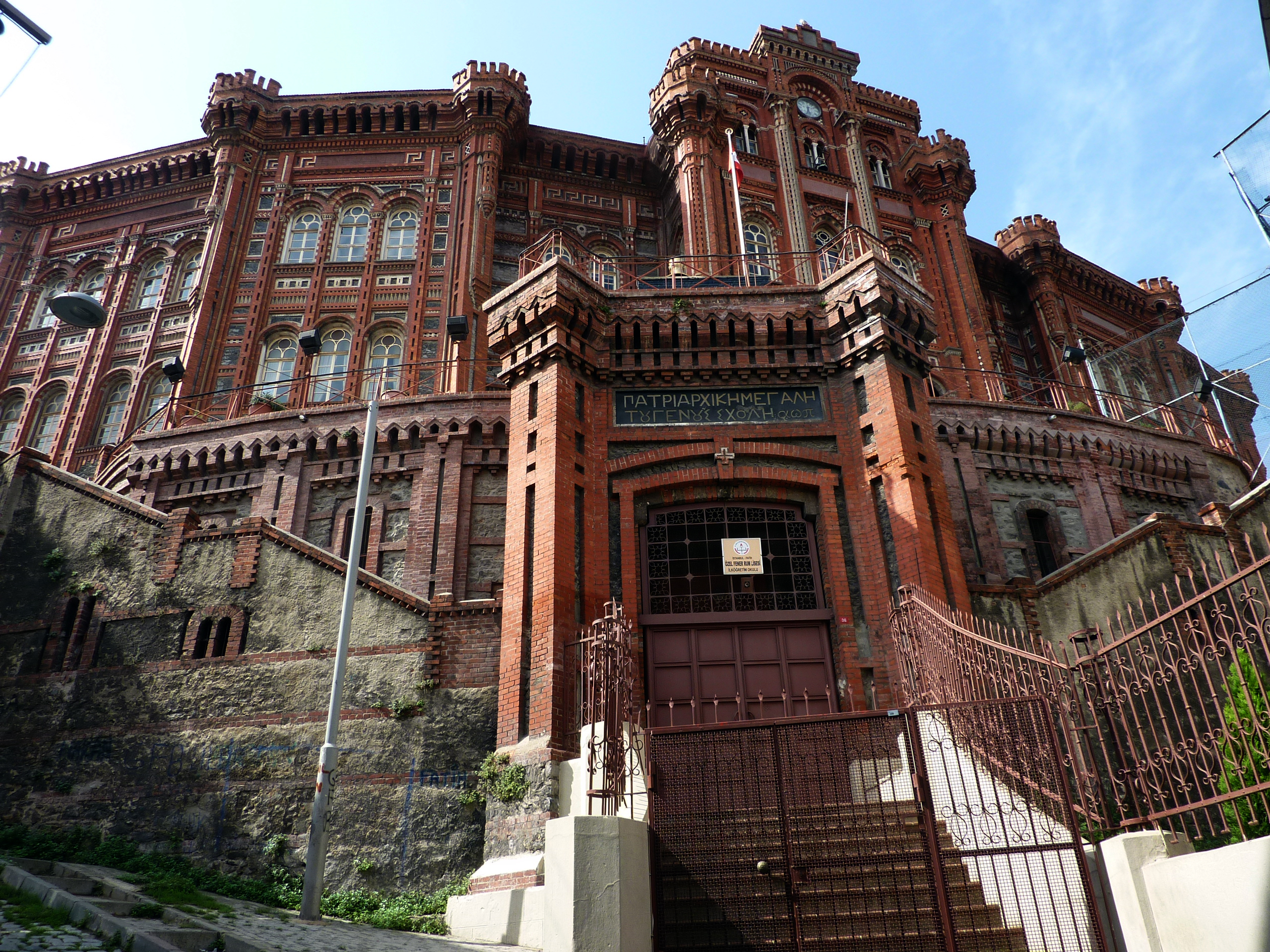
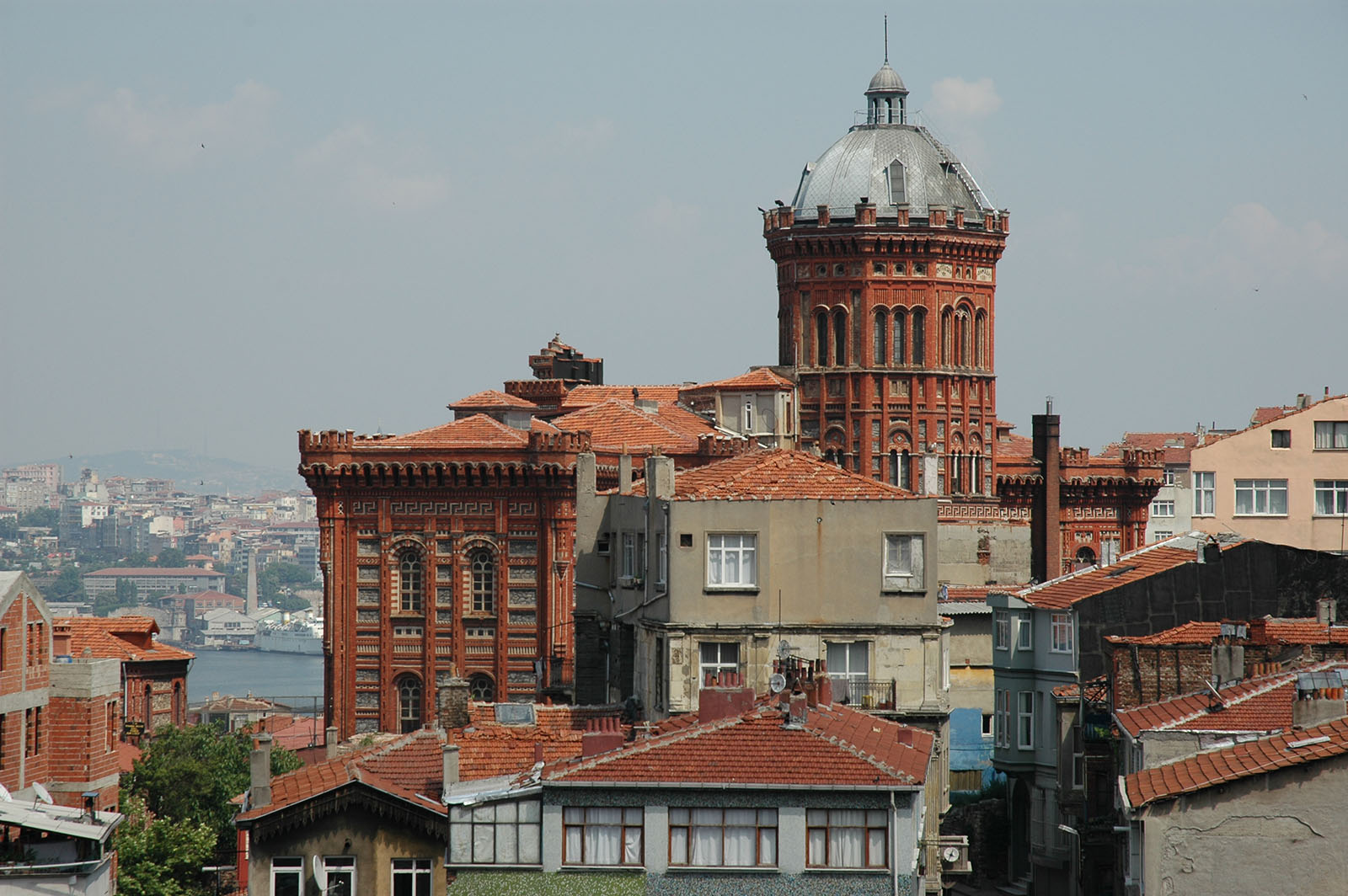
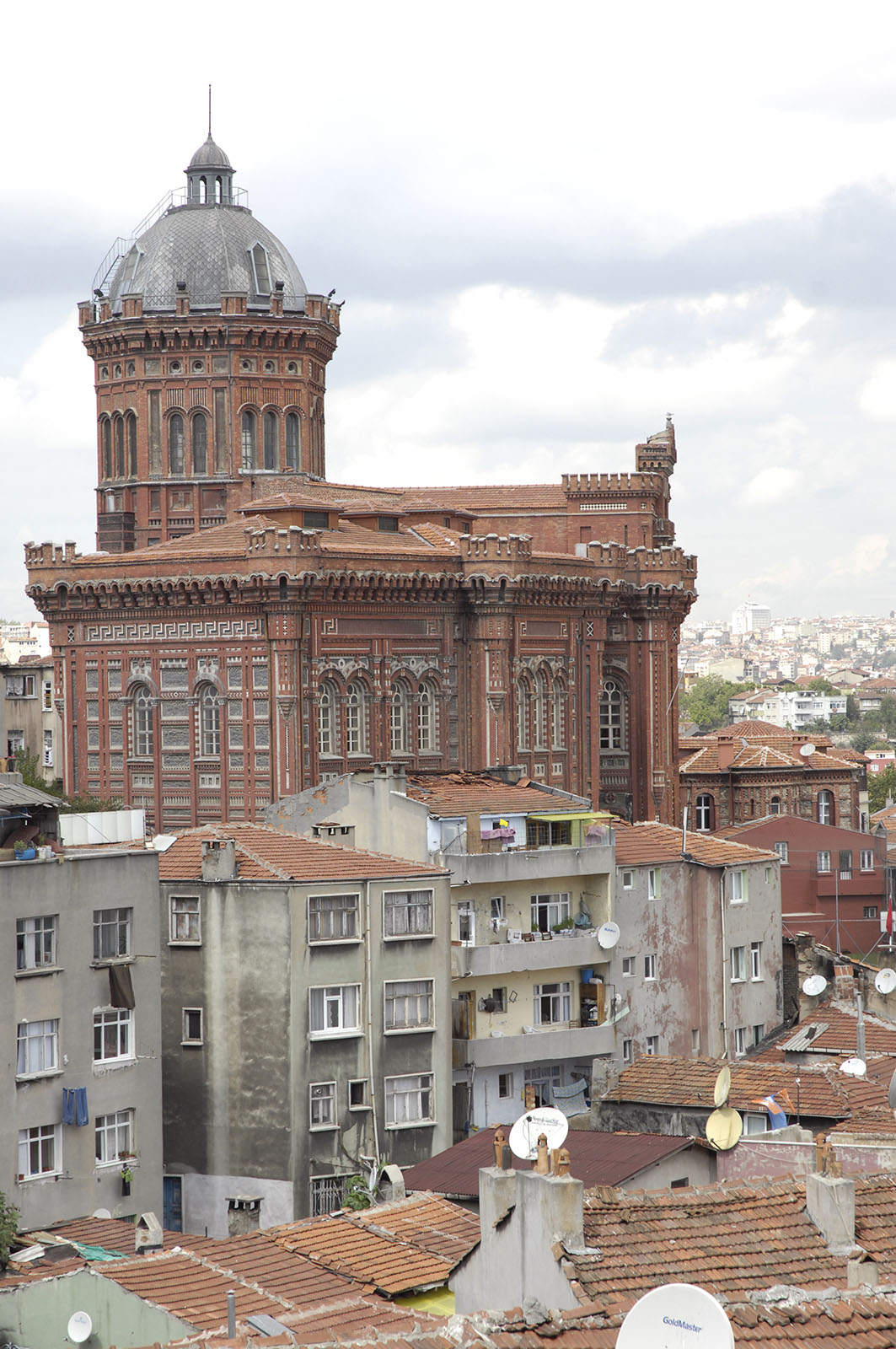
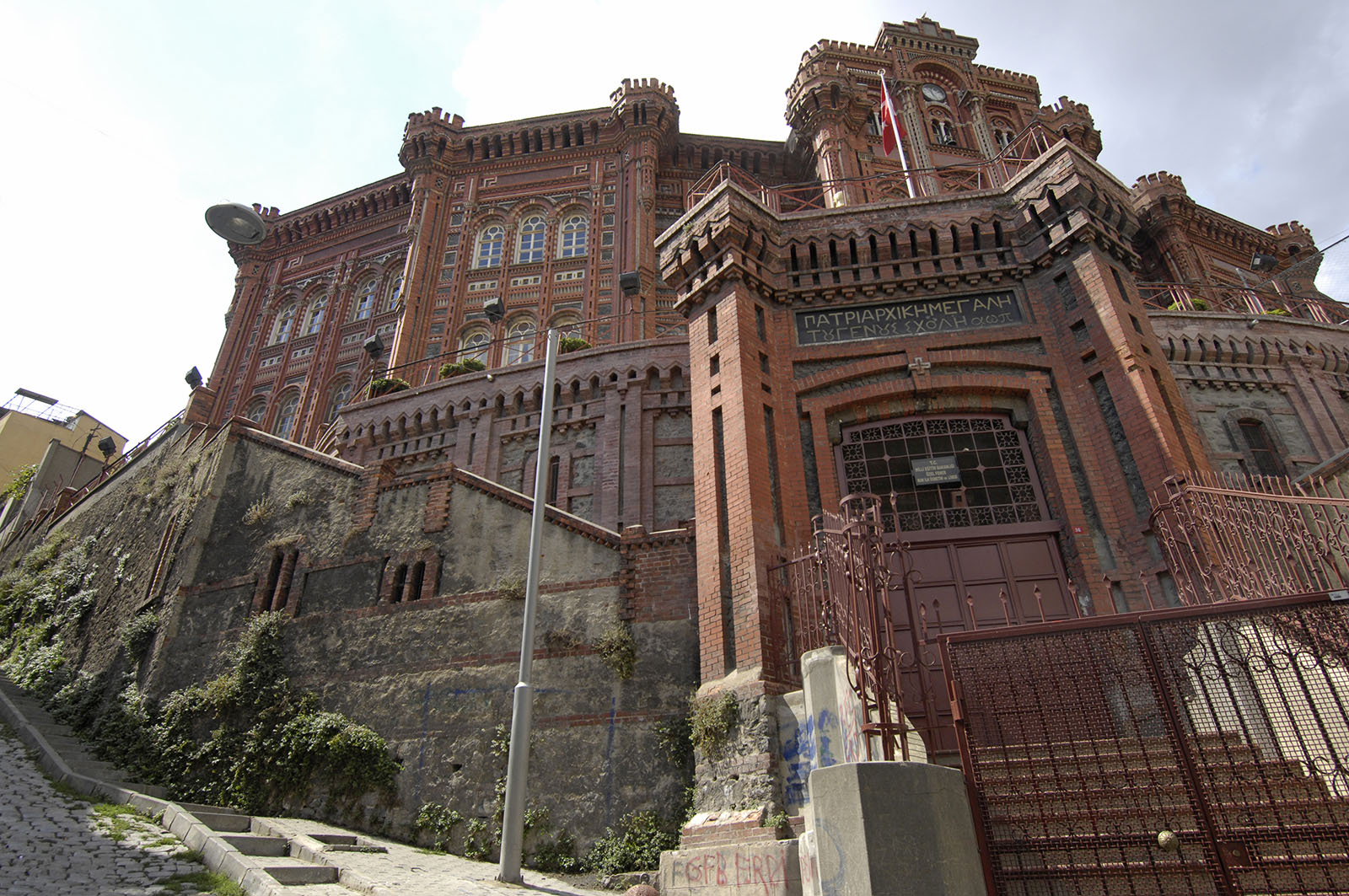
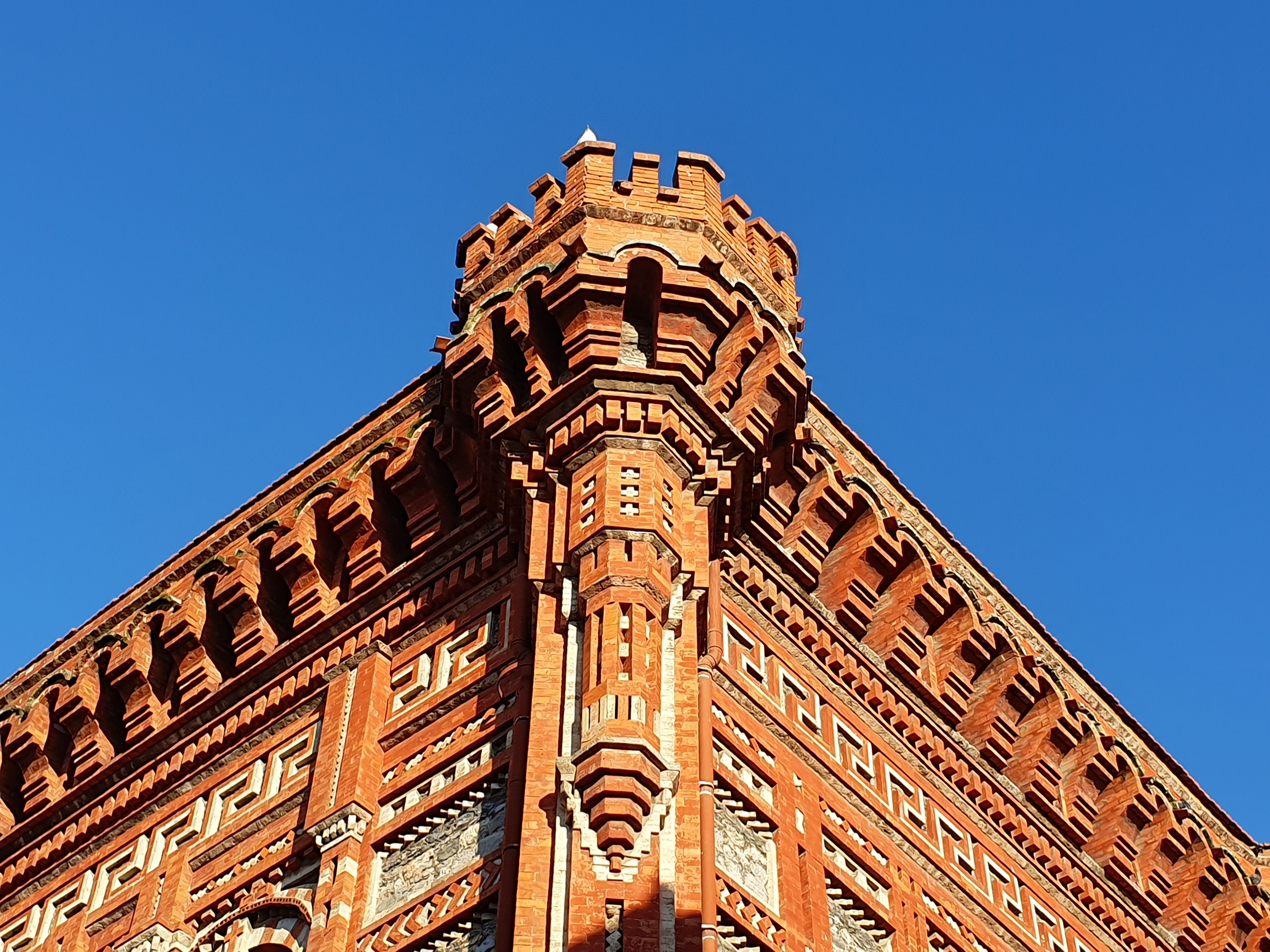

## Voir également
- Romioi
- Phanar
- Grecs en Turquie